# El corazón de Wilson
"El corazón de Wilson" (en inglés "Wilson´s Heart") es el octagésimo quinto episodio de la cuarta temporada de la serie estadounidense House. Fue emitido el 19 de mayo del 2008 en Estados Unidos y el 26 de noviembre de 2008 en España.

## Sinopsis
Después de que House, recuerda que iba con Amber en el autobús la noche anterior, el cual sufrió un accidente lesionándole a Amber ambos riñones, un pulmón y varios huesos rotos. Amber está en un hospital a 15 minutos del Hospital Universitario Princeton-Plainsboro, así que Wilson ordena que la trasladen en ambulancia a dicho lugar. Durante el trayecto Wilson le pide a House que ponga en bypass a Amber, House accede, deteniendo su corazón, para saber qué enfermedad tiene Amber.
Al llegar al hospital Amber ya está en coma y en bypass a la vez. House después de tener un infarto en la mañana, se duerme en su escritorio y empieza a soñar con Amber de manera erótica, a House le funciona para resolver el caso, aunque al principio le cuesta trabajo averiguarlo. House le pide a Taub que haga cultivos de sangre, a lo que Foreman se opone porque dice que antes de tener los cultivos Amber morirá. Amber comienza a tener sarpullido en la espalda y Wilson le pregunta a House como vio ese sarpullido, a lo que House contesta irónicamente "Tal vez se agachó". "Trece" le pide a House que ella hará los cultivos, a lo que House le responde que lo arruinará. "Trece" se va al baño a llorar y House le dice que si odia a Amber, "Trece" le contesta que sí y probablemente lo arruine, pero no la quiere ver muerta, House le pregunta si padece Huntington, "Trece" le dice que padece principios, House le dice que se haga pruebas para Huntington.
Wilson le dice a House que tal vez si se duerme pueda descubrir que enfermedad tiene Amber. House le dice que no, que sería mejor le hagan una cirugía en el cerebro para sentimientos o reacciones y probablemente recuerde lo que pasó esa noche. Chase opera a House, y comienza a recordar que pasó en el bar, al parecer Amber tenía gripe, pero el problema no era la gripe sino lo que tomó para tratarla. House le dice a Wilson que tomó amantadina y que eso le destruyó el hígado y probablemente otros órganos. House le informa a Wilson que tiene Envenenamiento por Amantadina, además la amantadina se une a las proteínas y la diálisis no limpiará su sangre, está clínicamente muerta y no hay nada que se pueda hacer; después House también volvió a vivir el choque del autobús y se convulsionó, lo que causó que su fractura en el cráneo empeorara más y que cayera en coma.
Foreman le dice al equipo que House tenía razón sobre la amantadina y que House cayó en coma.
Chase despierta a Amber, quien inmediatamente se da cuenta de que está en bypass, Wilson le dice que tomó la medicina equivocada, que sólo tenía una simple gripe, Amber le dice a Wilson que si morirá, Wilson le contesta con el dolor de su corazón que sí.
"Trece" se hace pruebas para Huntington el cual sale positivo, mientras todo el equipo incluyendo a Lisa Cuddy se reúnen para despedirse de Amber y darle el pésame a Wilson.
House inducido en el coma, comienza a soñar con Amber dentro del autobús. House le confiesa que si despierta del coma Wilson lo odiará para toda su vida. "Wilson es tu mejor amigo y problemente te lo merezcas", dice Amber. House le dice que dentro del autobús no le duele la pierna, no puede sentir, se siente mejor y que prefiere estar muerto. Amber le dice que no puede hacer eso, si quiere salir del coma debe salir del autobús y House lo hace; dormido House Wilson lo visita y House repentinamente se despierta, se da cuenta de que Wilson está muy dolido. Wilson vuelve al departamento y encuentra una carta que le dejó Amber antes de ir a buscar a House.

## Diagnóstico
Amber tenía Envenenamiento por Amantadina